# Кайынды (Курчумский район)
Кайынды (каз. Қайыңды, до 2009 г. — Славянка) — село в Куршимском районе Восточно-Казахстанской области Казахстана. Входит в состав Куйганского сельского округа. Код КАТО — 635255400.

## Население
В 1999 году население села составляло 636 человек (328 мужчин и 308 женщин). По данным переписи 2009 года, в селе проживало 338 человек (187 мужчин и 151 женщина).